# Grande Oriente da Itália

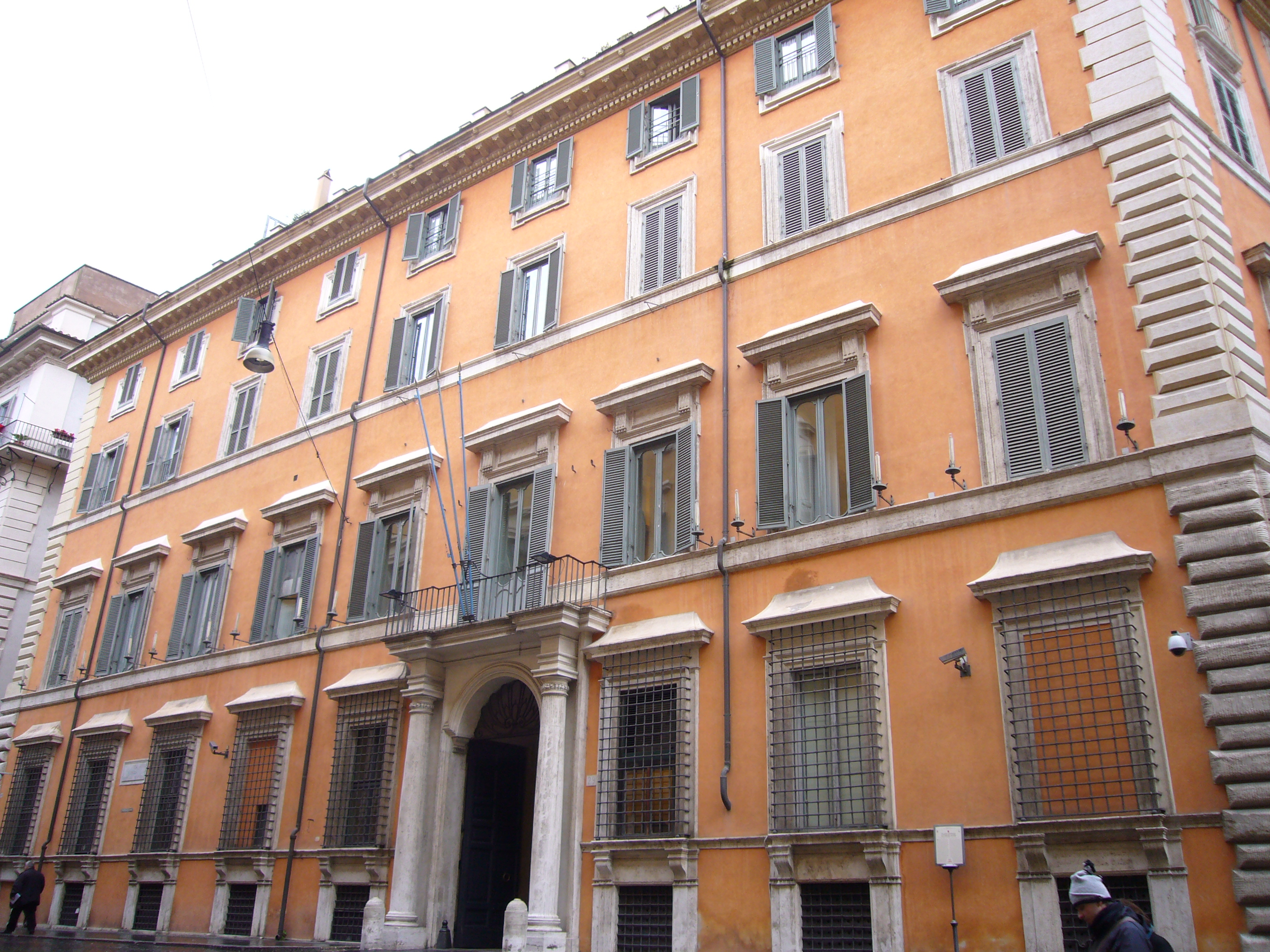
Palazzo Giustiniani, em Roma, sede do Grande Oriente da Itália de 1901 a 1985

O Grande Oriente da Itália (abreviadamente, G.O.I.) é uma obediência maçônica instituída ritualmente a 20 de junho de 1805, em Milão. De 1901 a 1985, exceto no período fascista, sua sede ficava no Palazzo Giustiniani, em Roma. Posteriormente,  sua sede foi transferida para a villa "Il Vascello", no Gianicolo, teatro da defesa  da República Romana, em 1849, pelas tropas de Giuseppe Garibaldi.
Representa a mais numerosa comunhão maçônica italiana, com mais de 21.000 inscritos.
Durante as duas décadas de regime fascista, a maçonaria, na Itália, foi colocada na ilegalidade e a atividade maçônica praticamente cessou no país. Todavia algumas lojas continuaram a reunir-se clandestinamente e constituíram-se pequenos grupos de maçons italianos no exterior, especialmente na França. Após a Segunda Guerra Mundial, a maçonaria italiana reorganizou-se.